# Euproutia aggravaria
Euproutia aggravaria là một loài bướm đêm trong họ Geometridae.